# Toket
Toket is een bestuurslaag in het regentschap Pamekasan van de provincie Oost-Java, Indonesië. Toket telt 4117 inwoners (volkstelling 2010).